# Currie Cup First Division 2022
La Currie Cup First Division de 2022 fue la vigésimo segunda edición de la segunda división del rugby provincial de Sudáfrica.
La principal novedad del torneo fue la incorporación de equipos de Georgia (The Black Lion), Kenia (Simbas XV) y de Zimbabue (Zimbabwe Goshawks). 

## Sistema de disputa
El torneo se disputó en formato liga donde cada equipo se enfrentó a los equipos restantes, luego los mejores cuatro clasificados disputaran semifinales y final.

## Clasificación
| Pos. | Equipo            | Encuentros | Encuentros | Encuentros | Encuentros | Tantos | Tantos | Tantos | PB | PB | Puntos |
| Pos. | Equipo            | PJ         | PG         | PE         | PP         | F      | C      | Dif    | BO | BD | Puntos |
| ---- | ----------------- | ---------- | ---------- | ---------- | ---------- | ------ | ------ | ------ | -- | -- | ------ |
| 1.º  | Griffons          | 9          | 9          | 0          | 0          | 387    | 155    | +232   | 8  | 0  | 44     |
| 2.º  | EP Elephants      | 9          | 6          | 0          | 3          | 105    | 167    | +138   | 6  | 2  | 32     |
| 3.º  | SWD Eagles        | 9          | 6          | 0          | 3          | 258    | 207    | +51    | 5  | 0  | 29     |
| 4.º  | The Black Lion    | 9          | 6          | 0          | 3          | 255    | 210    | +45    | 5  | 0  | 29     |
| 5.º  | Falcons           | 9          | 5          | 0          | 4          | 281    | 230    | +51    | 5  | 3  | 28     |
| 6.º  | Boland Cavaliers  | 9          | 4          | 0          | 5          | 260    | 241    | +19    | 6  | 4  | 26     |
| 7.º  | Leopards          | 9          | 3          | 0          | 6          | 232    | 227    | +5     | 2  | 4  | 18     |
| 8.º  | Simbas XV         | 9          | 3          | 0          | 6          | 261    | 312    | −51    | 3  | 3  | 15     |
| 9.º  | Zimbabwe Goshawks | 9          | 3          | 0          | 6          | 99     | 278    | −179   | 0  | 0  | 12     |
| 10.º | Border Bulldogs   | 9          | 0          | 0          | 9          | 68     | 408    | −349   | 0  | 0  | 0      |

|  | Semifinalistas. |

## Fase Final

### Semifinales
| 18 de junio | EP Elephants | 26 - 12 | SWD Eagles |  |  |

| 18 de junio | Griffons | 41 - 38 | The Black Lion |  |  |

### Final
| 25 de junio | Griffons | 45 - 16 | EP Elephants |  |  |

| Bandera de Sudáfrica |
| Campeón Griffons     |
| Quinto título        |